# 29
Năm 29 là một năm trong lịch Julius. 